# Demokratikus liberalizmus
A demokratikus liberalizmus, mely nem összetévesztendő a liberális demokrácia fogalmával, egy újra terjedő, pragmatikus irányzat a liberalizmus követői között.
A nép részvételét igénylő demokratikus és az emocionális populizmust elutasító racionális liberális felfogás egyeztetése. Első lépéseként az első világháború után a liberalizmus elfogadta az általános választójogot. Jelenlegi legkényesebb vitatatémája a polgárok véleményének két választás közötti kikérése, figyelembe vétele. Illetve annak figyelembe vétele, hogy egy demokratikus társadalomban nem mindenki liberális.

## A brit liberális demokraták
A brit liberális demokraták folyamatosan várnak ötleteket a társadalom lehető legszélesebb rétegeitől, és - szemben az antipopuláris-értelmiségi liberális hagyománnyal - szeretnék őket bevonni a politikai döntésekbe, nemcsak a választásokon várják az esetleges szavazatokat. Más liberálisok ettől idegengednek, mert minden hatalmat korlátozni akarnak, nemcsak az államét, hanem a népét is. A brit liberálisok élesen ellenzik a parlament előtti tüntetés jogának korlátozását, mert meg akarják adni a népnek a nyomásgyakorlás jogát. Ennek megvonása szerintük korlátozza a gyülekezési- és szólásszabadságot. A helyes döntésekhez szerintük semmilyen közérdekű információt nem lehet visszatartani.
A párt politikájának központi eleme a hatalom decentralizációja, jelszavuk: hatalmat a népnek. Olyan kormányzati rendszert akarnak, ahol minden döntés a lehető legalacsonyabb szinten születik. A központi hatalom a kormányzati jogköröket (oktatásügy, egészségügy, pénzügy, gazdaságpolitika stb.) átruházza a régió vagy tartomány szintjén működő parlament részére, ráadásul még biztosítja az önálló EU- s képviseletet is! Támaszkodni akarnak a tömegek bölcsességére. Ez egy olyan populáris politika, amelyik leszámol a professzionális politikába vetett feltétlen hittel, ami egyébként a társadalomtól elszakadt zárvánnyá válik, amelyik nem érzékeli a társadalmi érdekeket.

## Elméleti hozzájárulások
Az amerikai James Surowiecki közíró írt a tömegek bölcsességéről.
Az amerikai Craig Duncan filozófus kifejtette, hogy a demokratikus liberalizmus a méltóság politikája. Nem szükséges direkt demokrácia ahhoz, hogy az állampolgárokat bevonjuk a politikába, akik közül nagyon sok megalapozott tudással rendelkezik. Nyilvános meghallgatásokon, találkozókon, összejöveteleken mindenki elmondhatja a véleményét, amit figyelembe is kell venni.
„Amit az egyes egyének saját erejükből és képességeik révén meg tudnak valósítani, azt hatáskörükből kivenni, és a közösségre bízni tilos:  Éppen így mindazt, amit egy kisebb és alacsonyabb szinten szerveződött közösség képes végrehajtani és ellátni, egy nagyobb és magasabb szinten szerveződött társulásra áthárítani - jogszerűtlenség, és egyúttal súlyos bűn, a társadalom helyes rendjének fölforgatása, mivel minden társadalmi tevékenység lényegénél és benne rejlő erejénél fogva segíteni - szubszidiálni - köteles a társadalmi egész egyes részeit, ellenben soha nem szabad bomlasztania vagy bekebeleznie azokat.” – Quadragesimo anno kezdetű pápai enciklika